# Episodi di Luimelia (seconda stagione)
La seconda stagione della serie televisiva spagnola #Luimelia, composta da 6 episodi da 10 minuti ciascuna, è stata distribuita in streaming sulla piattaforma Atresplayer Premium dal 16 agosto al 20 settembre 2020.
In Italia la stagione è inedita.
| nº | Titolo originale   | Prima visione Spagna | nº | Titolo italiano | Prima TV Italia |
| -- | ------------------ | -------------------- | -- | --------------- | --------------- |
| 1  | Luisita y Amelia 2 | 16 agosto 2020       |    |                 |                 |
| 2  | Improesía          | 23 agosto 2020       |    |                 |                 |
| 3  | #BoicotLurelia     | 30 agosto 2020       |    |                 |                 |
| 4  | Kamchatka          | 6 settembre 2020     |    |                 |                 |
| 5  | Madrid             | 13 settembre 2020    |    |                 |                 |
| 6  | Algo pasa con Mary | 20 settembre 2020    |    |                 |                 |

## Luisita y Amelia 2
- Titolo originale: Luisita y Amelia 2
- Diretto da: Borja González Santaolalla
- Scritto da: Diana Rojo & Borja González Santaolalla

### Trama
All'inizio di questa seconda stagione vedremo la riconciliazione di Luisita e Amelia. e dopo. Un dopo pieno di amore, riscoperta e, naturalmente, la discussione occasionale. Luisita e Amelia si sforzano di accettare ciò che non gli piace dell'altro, continuano a stupirsi e ad alimentare erotismo e voglia di non sistemarsi. Le cose non vanno sempre come si aspettano, ma cos'è il vero amore se non ami te stesso con le tue imperfezioni?

## Improesía
- Titolo originale: Improesía
- Diretto da: Borja González Santaolalla
- Scritto da: Pablo Fajardo

### Trama
Dopo essere stata rifiutata a un casting, Amelia è consapevole di dover lavorare sul suo "marchio personale" per ottenere maggiore visibilità. Luisita sostiene l'iniziativa della sua ragazza, ma non può fare a meno di essere inorridita nello scoprire come intende guadagnare follower sui social media.

## BoicotLurelia
- Titolo originale: #BoicotLurelia
- Diretto da: Borja González Santaolalla
- Scritto da: Ángel Turlán & Aitor Santos

### Trama
Amelia ha ottenuto un piccolo ruolo da capitolo in "Amar Eternamente", e cosa c'è di meglio... Luisita coprirà la registrazione realizzando un documentario per la comunità dei fan di Lurelia!

## Kamchatka
- Titolo originale: Kamchatka
- Diretto da: Borja González Santaolalla
- Scritto da: Eva Baeza, Maite Pérez, Diana Rojo & Borja González Santaolalla

### Trama
Ingrid e Carla sono una coppia perfetta. Troppo perfetto, anche per Luisita e Amelia che faticano ad eguagliarli. Una competizione assurda in cui non mancheranno le risate.

## Madrid
- Titolo originale: Madrid
- Diretto da: Borja González Santaolalla
- Scritto da: Bárbara Alpuente

### Trama
María soffre di una crisi esistenziale legata alla sua attività professionale e ai sogni che un giorno aveva sul suo futuro e che non si realizzano. Vorrebbe essere una scrittrice, una vita avventurosa, vivere a Londra e a New York. Si sente stagnante, con pochissimi stimoli, nonostante la volontà di Nacho, che indirettamente soffre di questa crisi senza comprendere appieno cosa sta succedendo.

## Algo pasa con Mary
- Titolo originale: Algo pasa con Mary
- Diretto da: Borja González Santaolalla
- Scritto da: Ángel Turlán & Borja González Santaolalla

### Trama
Maria ha deciso di andare a Londra per seguire un corso di scrittura creativa. Tuttavia, il modo in cui i suoi genitori si adatteranno alla notizia sarà l'ultimo dei suoi problemi, perché Ignacio si presenta a casa e il problema è servito.